# Herrings kroppar
Herrings kroppar (även kallade neurosekretoriska kroppar eller corpusculum neurosecretorium) är stora anhopningar som kan hittas i neurohypofysen, bildade av sekretkorn som i sin tur innehåller oxytocin eller ADH (antiuretiskt hormon). Herrings kroppar utgör den terminala änden av axoner från hypothalamus, och till dess funktioner hör att vara lagringsplats för nyss nämnda hormoner. De är tillräckligt stora för att synas i ljusmikroskop och kan då urskiljas från blodkärl genom att de är något ljusare och rundare till formen.